# Deutsches Elektronisches Melde- und Informationssystem für den Infektionsschutz
Das Deutsche Elektronische Melde- und Informationssystem für den Infektionsschutz (DEMIS) ist ein Instrument zur epidemiologischen Überwachung (Surveillance) nach dem Infektionsschutzgesetz (IfSG). Es wurde im Juli 2017 in § 14 IfSG gesetzlich verankert. Danach wurde das Robert-Koch-Institut verpflichtet, ein elektronisches Melde- und Informationssystem einzurichten, um Daten zu meldepflichtigen Krankheiten, zu übertragbaren Krankheiten, die nach den Internationalen Gesundheitsvorschriften eine gesundheitliche Notlage von internationaler Tragweite darstellen sowie Ermittlungen und Maßnahmen zur Bekämpfung übertragbarer Krankheiten zu verarbeiten und zu nutzen.
Insbesondere wird – beginnend bei den Meldenden (Ärztinnen und Ärzte, Labore, andere) – eine durchgängig elektronische Informationsverarbeitung ermöglicht.
Die elektronische Meldung löst die Meldung per Fax ab, wodurch die Übertragung der personenbezogenen Daten sicherer wird. Die Labore können die Informationen, die elektronisch in ihren Laborinformationssystemen vorliegen, per Health Level 7-Fast Healthcare Interoperability Resources-Profile-Format (HL7-FHIR) an DEMIS senden. Bis 31. Dezember 2022 stand als Übergangslösung ein Adapter zur Verfügung, der die Umforumg in HL7-FHIR vornahm.
Weitere Ausbaustufen von DEMIS sind in der Umsetzungsphase. Diese beinhaltet u. a. die nichtnamentliche Meldung von allen Untersuchungsergebnissen auf SARS-CoV-2 an das Robert Koch-Institut (RKI) sowie die elektronische Meldung weiterer Erregernachweise, die gemäß Infektionsschutzgesetz meldepflichtig sind.
Die Entwicklung der ersten Ausbaustufen von DEMIS erfolgt in Zusammenarbeit mit dem Bundesministerium für Gesundheit (BMG), der gematik und dem Fraunhofer-Institut für Offene Kommunikationssysteme (Fraunhofer FOKUS). Das Fast Healthcare Interoperability Resources-Profile wurden in Kooperation mit HL7 Deutschland erstellt. Das Projekt SORMAS@DEMIS soll bestehende und in Entwicklung befindliche digitale Systeme im Bereich des Fall- und Personenmanagements zusammenführen. Hierzu zählen das Infektionsschutzgesetz-Meldesystem SurvNet, das Surveillance Outbreak Response Management and Analysis System (SORMAS), das Deutsche Elektronische Melde- und Informationssystem für den Infektionsschutz (DEMIS) und das Climedo-Symptomtagebuch.
DEMIS wurde im Juni 2020 erstmals in Betrieb genommen. Zuerst wurden nur Gesundheitsämter angebunden, danach auch Labore. Seit dem 1. Januar 2021 sind Labore verpflichtet, positive Ergebnisse von Corona-Tests über DEMIS an die Gesundheitsämter zu melden. Dies soll dazu beitragen, Infektionsketten schneller nachzuvollziehen und zu unterbrechen. Ab 31. Dezember 2020 waren alle Gesundheitsämter an DEMIS angeschlossen und 88 % nutzten es.